# Diamantthron-Pagode

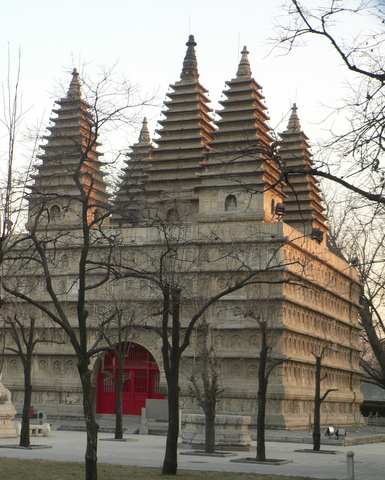
Diamantthron-Pagode des Zhenjue-Tempels in Peking

Diamantthron-Pagoden (chinesisch 金刚宝座塔, Pinyin Jīngāng bǎozuò tǎ) bzw. Vajrasana-Pagoden sind buddhistische Bauwerke der Esoterischen Schule des Buddhismus, in denen die Fünf Buddhas bzw. Fünf Dhyani-Buddhas (chin. 五方佛) verehrt werden. Dabei sitzen fünf kleine Pagoden (in der Mitte eine größere) auf einem mit kunstvoll geschnitzten Verzierungen versehenen quadratischen Sockel bzw. „Thron“. Sie erinnern an den indischen „Ort der Erleuchtung“ Bodhgaya, wo Siddhartha Gautama, der historische Buddha, die Erleuchtung erlangte.

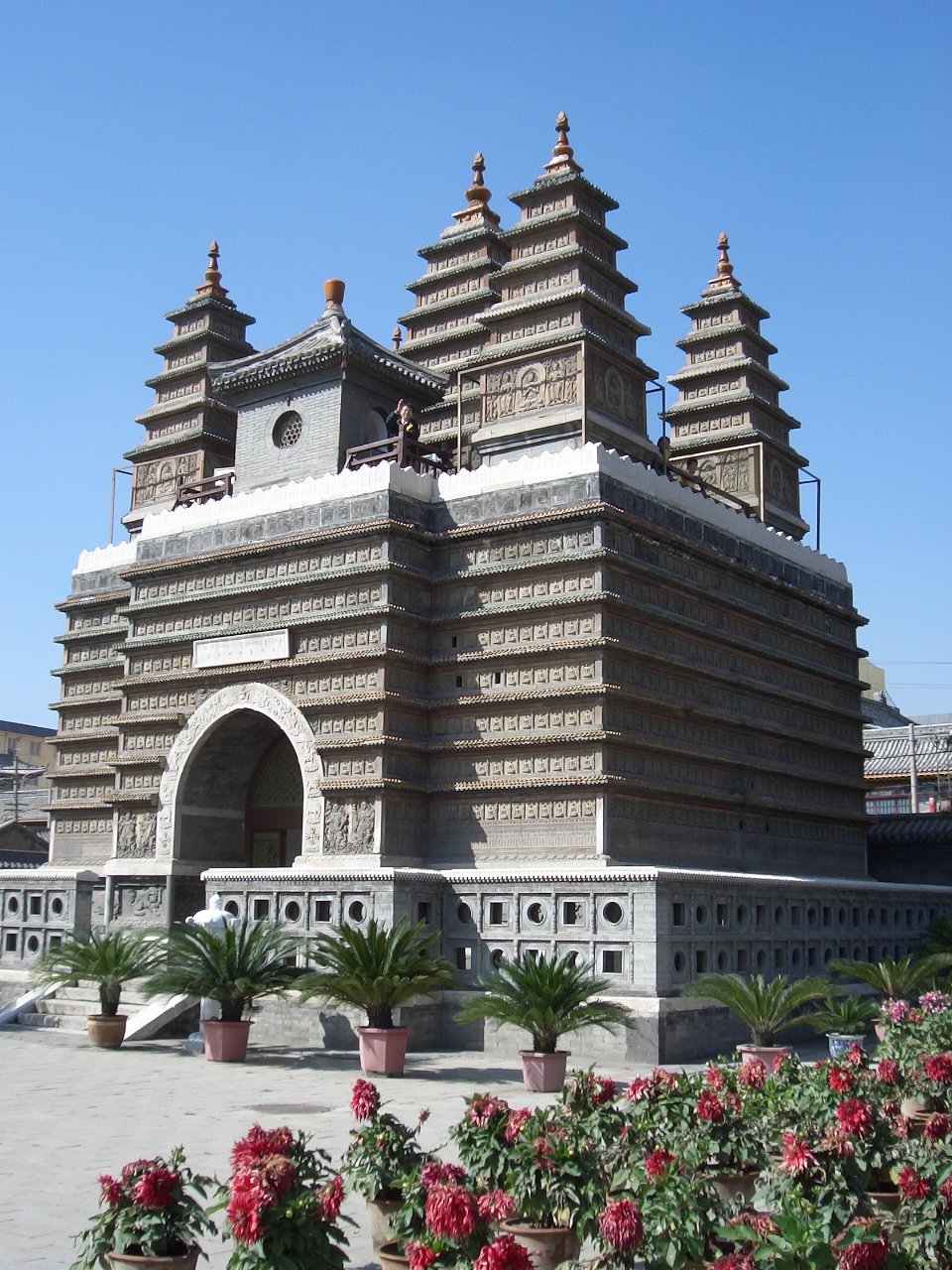
Diamantthron-Pagode des Cideng-Tempels in Hohhot, Innere Mongolei

Berühmte Diamantthron-Pagoden haben der Zhenjue-Tempel in Peking, der Miaozhan-Tempel von Guandu in Kunming (Yunnan), der Guangde-Tempel (Duobao-Pagode) in Xiangyang (Hubei), der Yuanzhao-Tempel in Wutai (Wutai Shan, Shanxi), der Ort Zhangye (Gansu), der Tempel der Azurblauen Wolken (Biyun-Tempel) und der Xihuang-Tempel in Peking und der Cideng-Tempel mit seinen Sarira-Pagoden in Hohhot (Innere Mongolei), ferner der Longxing-Tempel  in Pengzhou (Sichuan).

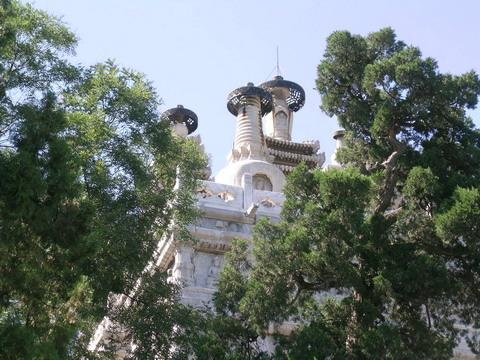
Diamantthron-Pagode des Tempels der Azurblauen Wolken in Peking

Auch die aus neun Pagoden bestehende Bambussprossen-Pagode wird dem Diamantthron-Pagoden-Typ zugerechnet. Der Fünf-Pagoden-Stil wurde auch für andere Gebäude verwendet.